# ノーニャ (1976年生のオランウータン)
ノーニャ（Nonja, 1976年4月21日 - 2018年5月22日）は、ウィーンのシェーンブルン動物園で飼育されているメスのボルネオオランウータンである。絵を描き、後にはデジタルカメラで撮影した写真をインターネットで公開するようになったことから有名になった。Facebookにアカウントを持つ世界最初の類人猿である。

## 経歴
ノーニャは1976年、シェーンブルン動物園で生まれた。ノーニャは母ヨゼフィーネに育てられたが、餌は飼育係が与えていた。まだ独身時代のノーニャに係は週一回、絵の教育を施した。絵を描くノーニャは注目を集め、メディアに盛んに取り上げられた。ノーニャの絵を売るオークションにウィーン出身のレーサーニキ・ラウダが参加したこともある。この期間にノーニャが描いた絵は250枚に及び、そのうちの1枚は愛好家に28000シリング（≒2000ユーロ）で買い取られた。しかし1998年、モスクワ出身のオス、ウラジーミルと暮らすようになると、絵画制作は終了した。2005年にはウラジーミルの子を産んだが、死産に終わっている。
ノーニャが芸術活動を再開したのは2009年12月、サムスン電子の宣伝活動の一環としてであった。サムスンはWiFiを介してFacebookなどのソーシャル・ネットワーキング・サービスに接続し、写真を公開できる機能を備えたデジタルカメラの発売にあたりノーニャを起用し、「オランウータンも使うサムスンデジタルカメラ」と称してキャンペーンを行った。ノーニャは一枚撮影するとレーズンが飛び出し、撮影した写真が自動的にFacebookに公開されるよう細工されたカメラを渡され、写真を撮影した。写真が公開されるページには最初の1週間で50000人が集まり、この広告キャンペーンは翌年のカンヌライオンズ 国際クリエイティビティ・フェスティバルで銀賞を受賞している。